# 伦策瑙
伦策瑙（德語：Lunzenau，發音：[ˈlʊntsənaʊ] ⓘ）是德国萨克森州中萨克森县的城市，面积28.33平方千米，2023年12月31日人口为4,027人。